# ناوشکن ایتالیایی اوداس (۱۹۱۶)
ناوشکن ایتالیایی اوداس (۱۹۱۶) (به انگلیسی: Italian destroyer Audace (1916)) یک کشتی بود که طول آن ۸۷٫۵۹ متر (۲۸۷ فوت ۴ اینچ) بود. این کشتی در سال ۱۹۱۶ ساخته شد.